# В'юнівка
В'юнівка (біл. вёска Уюноўка) — село в складі Березинського району Мінської області, Білорусь. Село підпорядковане Мачеській сільській раді, розташоване в східній частині області.